# Diagrama ternário

Figura A. Diagrama ternário de inflamabilidade, mostrando quais misturas de metano, oxigênio e nitrogênio (gás inerte) queimarão.

Um diagrama ternário, gráfico ternário, diagrama triangular, diagrama simplex ou triângulo de Gibbs é um gráfico baricêntrico de três variáveis cuja soma resulta em uma constante. Ele representa graficamente as razões das três variáveis como posições em um Triângulo equilátero. É usado em Físico-Química, Petrologia, Mineralogia, Metalurgia e outras ciências físicas para mostrar a composição de sistemas compostos por três espécies. Diagramas ternários são ferramentas para analisar Dados composicionais no caso tridimensional.
Em Genética populacional, um diagrama triangular de frequências genotípicas é chamado de diagrama de De Finetti. Na Teoria dos jogos e na otimização convexa, é frequentemente chamado de diagrama simplex.
Em um diagrama ternário, os valores das três variáveis a, b, and cdevem somar alguma constante, K. Normalmente, essa constante é representada como 1,0 ou 100%. Como a + b + c = K para todas as substâncias representadas graficamente, nenhuma variável é independente das outras, portanto, apenas duas variáveis devem ser conhecidas para encontrar o ponto de uma amostra no gráfico: por exemplo, c deve ser igual a K − a − b. Como os três valores numéricos não podem variar independentemente — há apenas dois Graus de liberdade —, é possível representar graficamente as combinações das três variáveis em apenas duas dimensões.
A vantagem de usar um diagrama ternário para representar composições químicas é que três variáveis podem ser convenientemente representadas em um gráfico bidimensional. Os diagramas ternários também podem ser usados para criar diagramas de fase, delineando as regiões de composição no gráfico onde existem diferentes fases.
Os valores de um ponto em um diagrama ternário correspondem (até uma constante) às suas coordenadas trilineares ou coordenadas baricêntricas.

## Leitura de valores em um diagrama ternário
Existem três métodos equivalentes que podem ser usados para determinar os valores de um ponto no gráfico:
1. Método da reta paralela ou da grade. O primeiro método consiste em usar uma grade de diagrama composta por retas paralelas às arestas do triângulo. Uma paralela a um lado do triângulo é o lugar geométrico dos pontos constante na componente situada no vértice oposto ao lado. Cada componente está 100% em um vértice do triângulo e 0% na aresta oposta a ele, decrescendo linearmente com o aumento da distância (perpendicular à aresta oposta) a partir desse vértice. Traçando retas paralelas em intervalos regulares entre a reta zero e o vértice, podem ser estabelecidas divisões precisas para facilitar a estimativa. As arestas representam sistemas de dois componentes.
2. Método da reta perpendicular ou da altitude. Para diagramas que não possuem retas de grade, a maneira mais fácil de determinar os valores é determinar as distâncias mais curtas (ou seja, perpendiculares) do ponto de interesse a cada um dos três lados. Pelo teorema de Viviani, as distâncias (ou as razões entre as distâncias e a altura do triângulo) fornecem o valor de cada componente.
3. Método da reta de vértice ou da intersecção. O terceiro método não requer o desenho de retas perpendiculares ou paralelas. Linhas retas são traçadas de cada vértice, passando pelo ponto de interesse, até o lado oposto do triângulo. Os comprimentos dessas linhas, bem como os comprimentos dos segmentos entre o ponto e os lados correspondentes, são medidos individualmente. A razão entre as linhas medidas fornece o valor do componente como uma fração de 100%.

Um deslocamento ao longo de uma linha paralela (linha de grade) preserva a soma de dois valores, enquanto o movimento ao longo de uma linha perpendicular aumenta (ou diminui) os dois valores em quantidades iguais, cada uma metade da diminuição (aumento) do terceiro valor. O movimento ao longo de uma linha passando por um vértice preserva a razão dos outros dois valores.

Figura 1. Método da altitude.
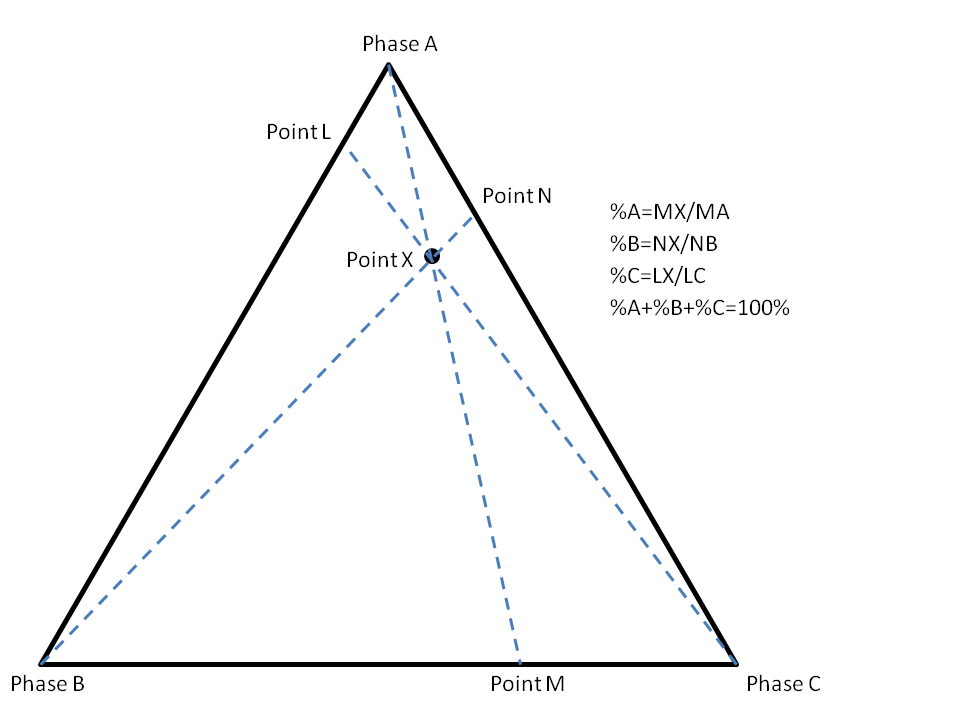
Figura 2. Método da intersecção.
Figura 3. Um exemplo de diagrama ternário, sem nenhum ponto plotado.
Figura 4. Um exemplo de diagrama ternário, mostrando incrementos ao longo do primeiro eixo.
Figura 5. Um exemplo de diagrama ternário, mostrando incrementos ao longo do segundo eixo.
Figura 6. Um exemplo de diagrama ternário, mostrando incrementos ao longo do terceiro eixo.
Figura 7. Gráfico ternário vazio.
Figura 8. Indicação de como os três eixos funcionam.
Figura 9. Gráfico de triângulo sem rótulo com linhas de grade principais.
Figura 10. Gráfico de triângulo sem rótulo com linhas de grade principais e secundárias.

## Derivação de coordenadas cartesianas

Derivação de um diagrama ternário a partir de coordenadas cartesianas.

A Figura (1) mostra uma projeção oblíqua do ponto P(a,b,c) em um espaço cartesiano tridimensional com eixos A, B e C, respectivamente.
Se a + b + c = K (uma constante positiva), P é restrito a um plano contendo A(K,0,0), B(0,K,0) e C(0,0,K). Se a, b e c não puderem ser negativos, P fica restrito ao triângulo delimitado por A, B e C, como em (2).
Em (3), os eixos são rotacionados para fornecer uma perspectiva isométrica. O triângulo, visto de frente, parece equilátero.
Em (4), as distâncias de P às retas BC, AC and AB são denotadas por a′, b′ and c′, respectivamente.
Para qualquer reta l = s + t n̂ em forma vetorial (n̂ é um vetor unitário) e um ponto p, a distância perpendicular de p a l é
{\displaystyle \left\|(\mathbf {s} -\mathbf {p} )-{\bigl (}(\mathbf {s} -\mathbf {p} )\cdot \mathbf {\hat {n}} {\bigr )}\mathbf {\hat {n}} \right\|\,.}
Neste caso, o ponto P está em
{\displaystyle \mathbf {p} ={\begin{pmatrix}a\\b\\c\end{pmatrix}}\,.}
A linha BC tem
{\displaystyle \mathbf {s} ={\begin{pmatrix}0\\K\\0\end{pmatrix}}\quad {\text{and}}\quad \mathbf {\hat {n}} ={\frac {{\begin{pmatrix}0\\K\\0\end{pmatrix}}-{\begin{pmatrix}0\\0\\K\end{pmatrix}}}{\left\|{\begin{pmatrix}0\\K\\0\end{pmatrix}}-{\begin{pmatrix}0\\0\\K\end{pmatrix}}\right\|}}={\frac {\begin{pmatrix}0\\K\\-K\end{pmatrix}}{\sqrt {0^{2}+K^{2}+{(-K)}^{2}}}}={\begin{pmatrix}0\\{\frac {1}{\sqrt {2}}}\\-{\frac {1}{\sqrt {2}}}\end{pmatrix}}\,.}
Usando a fórmula da distância perpendicular,
{\displaystyle {\begin{aligned}a'&=\left\|{\begin{pmatrix}-a\\K-b\\-c\end{pmatrix}}-\left({\begin{pmatrix}-a\\K-b\\-c\end{pmatrix}}\cdot {\begin{pmatrix}0\\{\frac {1}{\sqrt {2}}}\\-{\frac {1}{\sqrt {2}}}\end{pmatrix}}\right){\begin{pmatrix}0\\{\frac {1}{\sqrt {2}}}\\-{\frac {1}{\sqrt {2}}}\end{pmatrix}}\right\|\\[10px]&=\left\|{\begin{pmatrix}-a\\K-b\\-c\end{pmatrix}}-\left(0+{\frac {K-b}{\sqrt {2}}}+{\frac {c}{\sqrt {2}}}\right){\begin{pmatrix}0\\{\frac {1}{\sqrt {2}}}\\-{\frac {1}{\sqrt {2}}}\end{pmatrix}}\right\|\\[10px]&=\left\|{\begin{pmatrix}-a\\K-b-{\frac {K-b+c}{2}}\\-c+{\frac {K-b+c}{2}}\end{pmatrix}}\right\|=\left\|{\begin{pmatrix}-a\\{\frac {K-b-c}{2}}\\{\frac {K-b-c}{2}}\end{pmatrix}}\right\|\\[10px]&={\sqrt {{(-a)}^{2}+{\left({\frac {K-b-c}{2}}\right)}^{2}+{\left({\frac {K-b-c}{2}}\right)}^{2}}}={\sqrt {a^{2}+{\frac {{(K-b-c)}^{2}}{2}}}}\,.\end{aligned}}}
Substituindo K = a + b + c,
{\displaystyle a'={\sqrt {a^{2}+{\frac {{(a+b+c-b-c)}^{2}}{2}}}}={\sqrt {a^{2}+{\frac {a^{2}}{2}}}}=a{\sqrt {\frac {3}{2}}}\,.}
Cálculos semelhantes nas linhas AC and AB fornece
{\displaystyle b'=b{\sqrt {\frac {3}{2}}}\quad {\text{and}}\quad c'=c{\sqrt {\frac {3}{2}}}\,.}
Isso mostra que a distância do ponto às respectivas retas é linearmente proporcional aos valores originais a, b e c.

## Traçando um diagrama ternário

Análogo em uma grade cartesiana, adicionando linhas de inclinação -1. A escala do eixo c é vezes a dos eixos a e b. A cruz denota o ponto a = b = c.

Coordenadas cartesianas são úteis para traçar pontos no triângulo. Considere um diagrama ternário equilátero onde a = 100% é colocado em (x,y) = (0,0) e b = 100% em (1,0) . Então c = 100% é {\textstyle ({\frac {1}{2}},{\frac {\sqrt {3}}{2}}),} e o triplo (a,b,c) é :{\displaystyle \left({\frac {1}{2}}\cdot {\frac {2b+c}{a+b+c}},{\frac {\sqrt {3}}{2}}\cdot {\frac {c}{a+b+c}}\right)\,.}

## Exemplo

Um triângulo textural de solo colorido do Departamento de Agricultura dos Estados Unidos.

Este exemplo mostra como isso funciona para um conjunto hipotético de três amostras de solo:
| Amostra   | Argila | Silte | Areia | Observações |
| --------- | ------ | ----- | ----- | --- |
| Amostra 1 | 50%    | 20%   | 30%   | Como a argila e o silte juntos compõem 70% desta amostra, a proporção de areia deve ser de 30% para que os componentes totalizem 100%.                                |
| Amostra 2 | 10%    | 60%   | 30%   | A proporção de areia é de 30%, como na Amostra 1, mas à medida que a proporção de silte aumenta em 40%, a proporção de argila diminui correspondentemente.            |
| Amostra 3 | 10%    | 30%   | 60%   | Esta amostra tem a mesma proporção de argila que a Amostra 2, mas as proporções de silte e areia são invertidas; o gráfico é refletido em torno de seu eixo vertical. |

### Traçando os pontos

Amostra de plotagem 1 (1ª etapa): Encontre a linha de argila de 50%
Amostra de plotagem 1 (2ª etapa): Encontre a linha de silte de 20%
Amostra de plotagem 1 (3ª etapa): Dependente das duas primeiras, a intersecção está na linha de areia de 30%.
Plotando todas as amostras.
Gráfico de triângulo ternário de tipos de solos com areia, argila e silte programados com o software Mathematica.

## Exemplo de aplicação de diagrama ternário na produção de membranas poliméricas
Outro exemplo da aplicação do diagrama ternário é na produção de membranas poliméricas pela técnica de inversão de |fases via precipitação por imersão. Neste método, um polímero é |dissolvido em um solvente orgânico, que deve ser miscível com um não solvente, geralmente água. A solução polimérica é então espalhada em um substrato para formar um filme uniforme com espessura entre 20 e 200 µm . Esse filme polimérico é imerso em um banho de coagulação contendo um não solvente para o polímero, ou uma mistura de solvente e não solvente. No banho de coagulação ocorre a difusão do solvente do filme polimérico para o banho de coagulação e do não-solvente para o filme polimérico, até a precipitação do polímero e formação da estrutura da membrana. A cinética de troca entre solvente e não solvente é um aspecto importante na produção de membranas pela técnica de inversão de fases, de modo que uma cinética rápida resulta membranas com poros maiores enquanto que para casos em que a cinética for mais lenta implicará em membranas com poros menores .

## Lista de diagramas ternários notáveis
- Diagrama de De Finetti
- Diagrama de classificação da UICG para Rocha ultramáfica
- Diagrama de Textura do solo do DAEU por tamanhos de partículas